# Convent dels Trinitaris (Anglesola)
El Convent dels Trinitaris o Santa Trinitat d'Anglesola és una obra situada al carrer major de la vila d'Anglesola (Urgell), a l'altura del Raval. Forma part de l'Inventari del Patrimoni Arquitectònic de Catalunya.

## Història

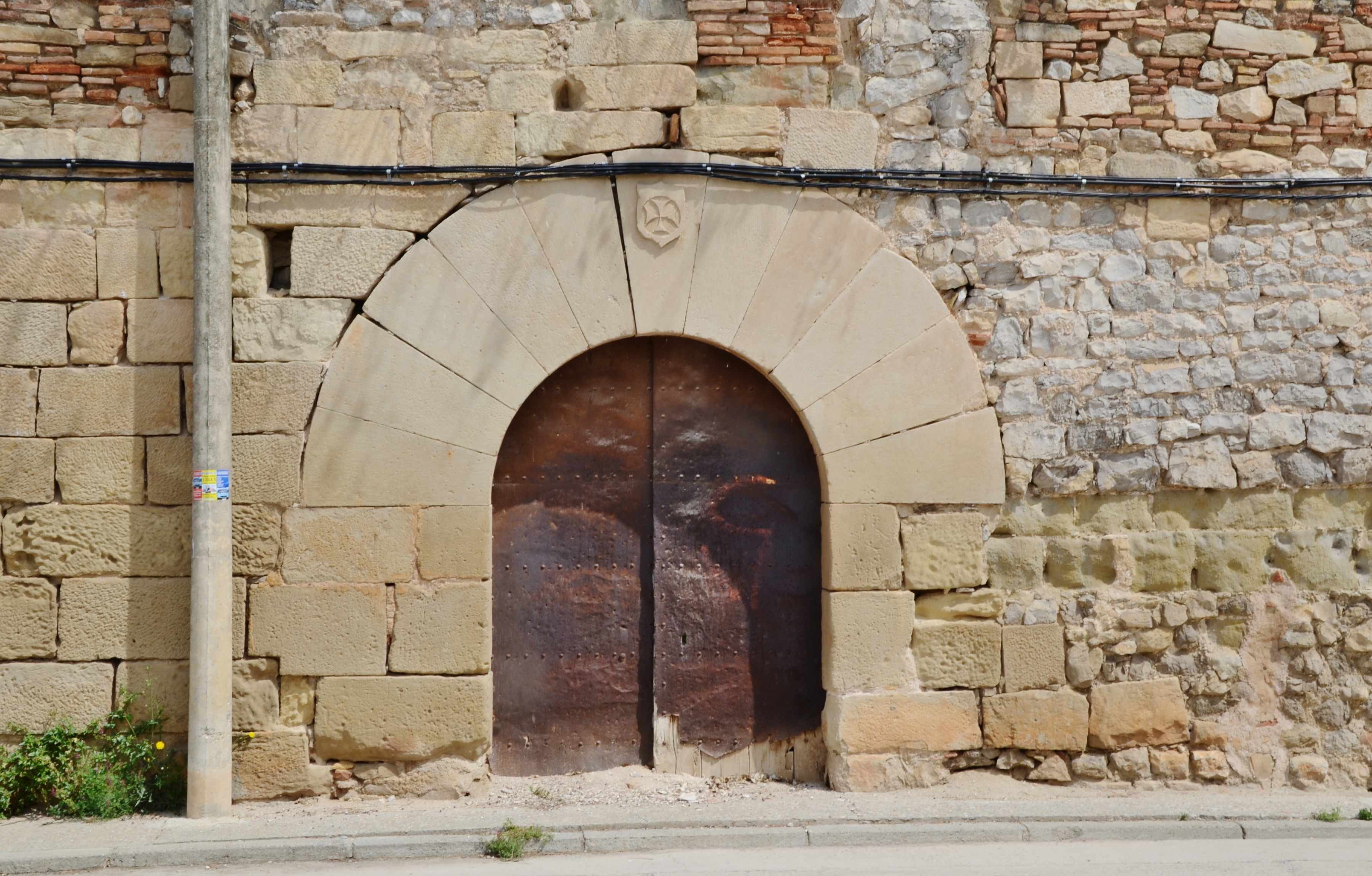
Convent dels Trinitaris: Porta adovellada amb l'escut dels trinitaris a la clau

El convent dels trinitaris a Anglesola fou fundat el 1204, d'acord amb Sant Joan de Mata, per Berenguer II d'Anglesola i la seva esposa Anglesa, senyors de la vila i el castell d'Anglesola. Fou el tercer de l'orde trinitari que existí a la península. La seva missió a la vila d'Anglesola fou la de tenir cura de l'hospital de la vila. Segons Joaquim Miret i Sans, alguns anys abans que el rei instituís l'hospital de Penyalba a Aragó, Arnau II d'Anglesola en fundà un a la vila que, l'any 1182, passà a ser propietat del seu fill. Quan aquest morí, va ser propietat del seu fill Bernat I el 1188 o 1190. Abans de 1204, de l'hospital n'havia tingut cura el monestir de Poblet. L'any 1214, havent fet renúncia a favor del seu fill Bernat, els fundadors del convent van prendre l'hàbit i es van dedicar al servei dels malalts de l'hospital la resta de la seva vida.
L'any 1398 consta que els trinitaris ja no tenien el govern de l'hospital d'Anglesola. El convent continuà tenint força activitat als segles XIII i segle xiv, però al segle xv decaigué la vida de la comunitat, tot i els nombrosos llegats de particulars a favor seu. Al segle següent es denota un cert reviscolament del monestir, ja que l'any 1529 es contractà un mestre picapedrer per picar 500 pedres per fer obres. El 1618 es contractà l'escultor Benet Baró de Tarragona per fer un retaule per a la capella de la Mare de Déu del Remei de l'església conventual. Les obres deurien acabar el 1652, data que constava en una finestra de la capella com també la data 1734, que documentaria obres posteriors. Cap a 1800, a l'església hi havia l'altar major, el del Remei, el de Sant Antoni, el del Sant Crist, el de Sant Blai i el de les ànimes. Les proporcions serien considerables. El convent subsistí fins a la desamortització del 1835 amb una comunitat de sis frares i dos llecs. L'any 1917 hi havia instal·lat el Patronat de la Santa Creu.

## Arquitectura

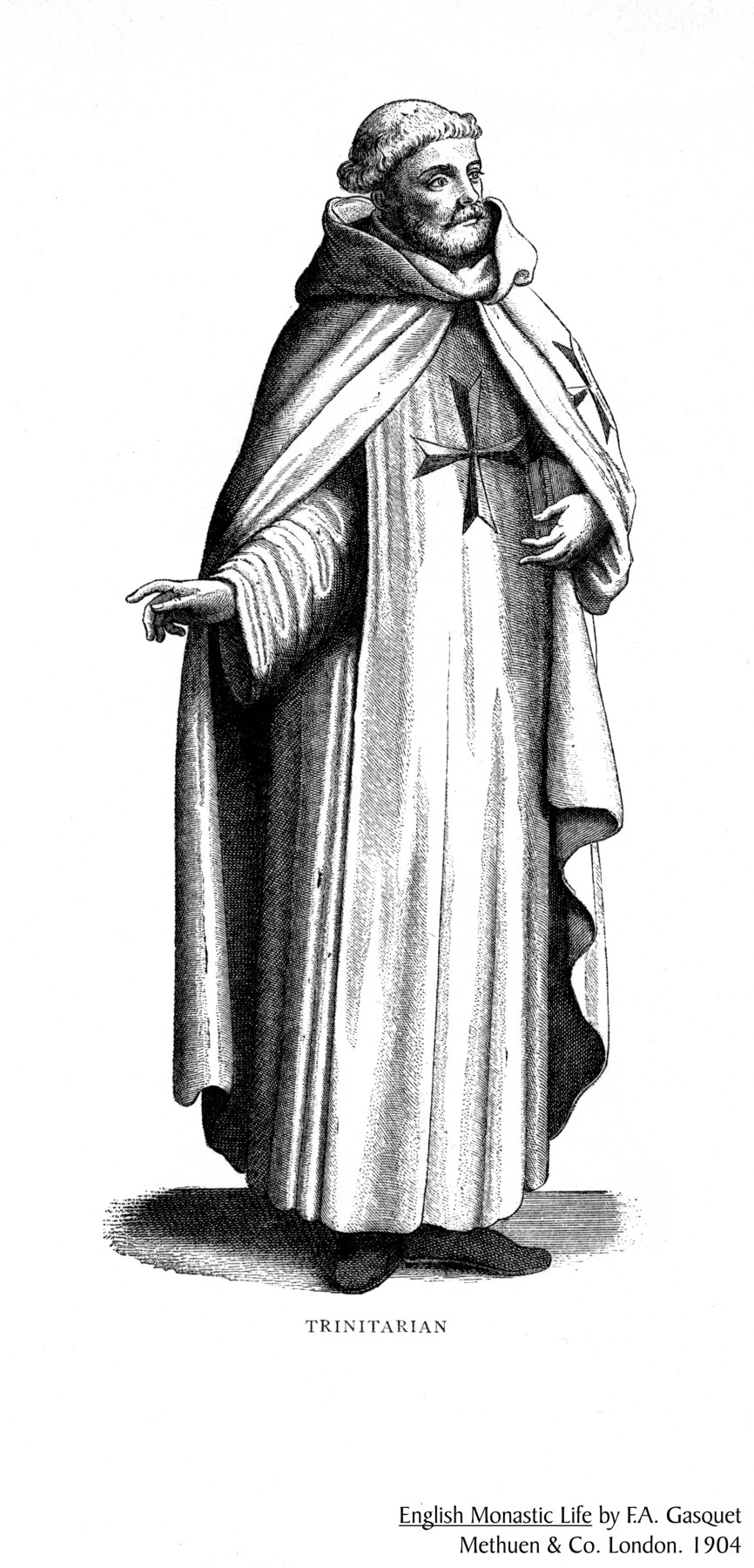
Monjo trinitari)

La divisió de la propietat entre dos particulars ha provocat que un d'ells dos hagi conservat les ruïnes amb una façana de pedra amb carreus regulars, ben treballats i poc erosionats, i una porta dovellada amb l'escut dels Trinitaris a la Clau, que és l'únic vestigi visible de l'antic Convent. La porta que es conserva està formada per cinc dovelles regulars, a banda i banda de la clau. Tota la paret es troba en un estat de conservació notable encara que a mesura que guanya alçada es va erosionant. L'altra part es va convertir en habitatge perdent-se un portal renaixentista-barroc entre d'altres elements. Malgrat tot es conserven una imatge de Sant Joan de Mata del segle xv, llindes amb inscripcions i un escut dels Trinitaris amb signes dels picapedrers.
En els treballs de neteja d'una cisterna de l'antic convent han aparegut diversos elements arquitectònics que corresponen amb tota probabilitat a un porxo que podem suposar corresponent al claustre. Hi ha un conjunt de bases de columna, diversos fragments de fust de columna i alguns capitells obrats d'una sola peça amb el fust, de forma geomètrica simple, seguint el model del claustre de Santa Maria de Bellpuig de les Avellanes. Un d'aquests capitells presenta unes arestes pròpies de fórmules ja gòtiques. La datació del porxo seria cap a la fi del segle xiii.